# سانتا ماریا دل آریو
سانتا ماریا دل آریو دهستانی در استان آبیلای اسپانیا است.
در این دهستان ۱۳۱ نفر زندگی می‌کنند. مساحت این دهستان ۱۱٫۱۷ کیلومتر مربع است.